# Laviu

Laviu japonez

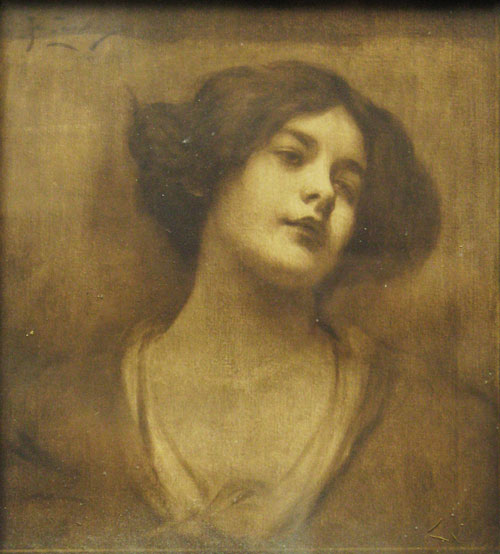
Portret de tânără
Laviu sepia pe hârtie de Constantin Jiquidi

Laviu (din franceză lavis) este o specie a graficii de șevalet, care denumește atât un mod de a colora monocrom un desen în creion prin tente cu tuș diluat sau cu o culoare de apă, baiț, sepia sau orice altă culoare diluată cu apă, astfel încât să poată fi redat volumul obiectelor desenate, prin efecte de umbră și lumină, treceri la alte nuanțe etc., cât și un desen executat prin acest procedeu.
Un laviu este denumită și o zonă a unei picturi în care culoarea diluată este aplicată uniform, într-o manieră în care nu se disting tușele individuale de pensulă. Un exemplu tipic este pictarea cerului. Pentru aceasta, se ține planșeta puțin înclinată și se aplică culoarea pe ud cu o mișcare largă și șerpuită, începând cu partea de sus. Mișcarea gravitațională a apei va ajuta la producerea unor tente transparente, uniforme. Adăugând culoare în diferite zone se pot obține degradeurile dorite. Se pot obține și degradeuri bicolore adăugând de exemplu galben sau roșu în zona de apus a soarelui.
Tehnica laviului constă în diluarea tușului negru sau a unei culori de apă de culoare roșcat cafenie închisă, sepia, slăbirea tonurilor fiind determinată de cantitatea de apă cu care e îmbibată pensula, rezultând un efect de transparență. Procedeul se folosește de obicei în combinație cu o altă tehnică liniară, laviul modelând „tăietura”, adică opoziția dintre albul fondului și negrul urmei de peniță prin unul sau mai multe tonuri intermediare.
Procedeul a fost folosit din secolul al XV-lea, opere deosebite în această tehnică fiind realizate, de-a lungul timpului, de pictori precum Leonardo da Vinci, Rembrandt, Giovanni Battista Tiepolo, Eugène Delacroix, Nicolae Grigorescu, Jean Alexandru Steriadi.

## Etimologie
Substantivul românesc laviu este un împrumut din franceză lavis(pronunțat [lavi]), care, la rândul său, este un derivat al verbului laver, „a spăla”. Verbul francez laver este moștenit din latină lavare, „a spăla”.